# Achille Pierre Requin
Pour les articles homonymes, voir Requin (homonymie).
Achille Pierre Requin est un médecin français né à Lyon le 15 août 1803 et mort le 31 décembre 1854 à Paris.

## Biographie
Achille Pierre Requin est le quatrième d’une fratrie de 7 enfants. Ses parents étaient Pierre Requin et Jeanne Borgel. Son père, adjudant général des armées françaises, prit sa retraite en 1810, fut fait Chevalier de l’Empire en 1813 et devint entreposeur principal des tabacs à Lyon. Il perdit cette charge lors du retour des Bourbon, et la situation financière de la famille devint très précaire.
Achille Pierre fait des études classiques au collège Bourbon (actuel lycée Condorcet), puis exerce un enseignement privé. C'est le produit de ses leçons, notamment de grammaire latine, qui lui permet de venir en aide à sa famille et de financer ses études de médecine.
Requin est un travailleur acharné. En février 1829, il présente sa thèse de médecine, et en décembre de la même année obtient l'agrégation de médecine.
Après quatre échecs aux concours, successivement pour la chaire de physiologie (1831), la chaire d'hygiène (1837), la chaire de thérapeutique (1839), la chaire de pathologie interne (1840), il obtient en 1851 la chaire de pathologie médicale en remplacement de Piorry.
Achille Requin est élu membre de l'Académie de médecine pour la section d’anatomie pathologique le 15 mars 1853. 
Il meurt en décembre 1854 , emporté par la typhoïde.

## Œuvre écrite
- Éléments de pathologie médicale, Paris, 1843-1852.

## Référence
1. ↑  Huguet, F. Les professeurs de la Faculté de médecine de Paris : dictionnaire biographique, 1794-1939, Paris : Institut national de recherche pédagogique, éd. du CNRS, 1991.
2. ↑  Dubois, F. Discours prononcé aux obsèques de M. Requin le 9 janvier 1855, Bulletin de l'Académie nationale de médecine, Tome 20 (1ère série).
3. ↑  Pierre Philippe, « L’écriture encyclopédique en pratique : Achille Requin, la physiologie et l’hygiène dans l’Encyclopédie nouvelle », dans Vincent Bourdeau, Jean-Luc Chappey et Julien Vincent (dir.), Les encyclopédismes en France à l'ère des révolutions (1789-1850), Besançon, Presses universitaires de Franche-Comté, 2020 (ISBN 978-2-84867-667-8, DOI 10.4000/books.pufc.18794 , lire en ligne), p. 255–270
4. ↑  Dechambre, A. Dictionnaire encyclopédique des sciences médicales - série 3, tome 3.